# Claudio Sabelli Fioretti
Claudio Sabelli Fioretti (ur. 18 kwietnia 1944 w Cura di Vetralla) – włoski dziennikarz, pisarz i bloger.

## Życiorys
Syn dziennikarza radiowego Giuseppe Sabelli Fiorettiego. Po ukończeniu gimnazjum Titusa Lucretiusa Carusa w Rzymie, rozpoczął studia na wydziale Nauk Politycznych Uniwersytetu Sapienza, których jednak nie ukończył poświęcając się dziennikarstwu. Początkowo, na początku lat sześćdziesiątych XX wieku, pisał artykuły sportowe dla małej gazety „Selesport” z Lacjum. Po przeniesieniu się do Mediolanu pracował dla Nevesport. W 1968 został zatrudniony przez redaktora naczelnego czasopisma „Panorama”, Lamberto Sechi.
W 1974 objął stanowisko redaktora naczelnego tygodnika politycznego „ABC”. W kolejnych latach pracował w gazetach „La Repubblica”, „Tempo illustrato”, „L’Europeo” i „Secolo XIX”. W 1999 roku związał się z „Corriere della Sera” i przeprowadzał wywiady dla tygodnika „Corriere della Sera Magazine”, a następnie przeniósł się do redakcji dziennika „La Stampa”.

### Polityka
W wyborach na prezydenta Włoch przeprowadzonych w dniach 18–20 kwietnia 2013 uzyskał 1 głos w pierwszej turze wyborów, dwa głosy w drugiej i 8 w trzeciej. 